# Johann Walter
Johann Walter, född 1496, död 1570. Hovkapellmästare hos kurfursten i Sachsen och i Dresden, organist och tonsättare, grundläggare till Staatskapelle Dresden, vän och medarbetare till Martin Luther i utarbetandet av en Kyrkosångbok, Geystlische Gesangbuch från 1524 och Geystlische gesank Buchleyn samma år. Vem som i dessa är upphovsman till vilket verk framgår inte, men dess kompositioner tillskrivs ofta Walter eller Luther, men troligt är att Luther stod för texterna medan musikern Walter stod för musikens komponerande och nedtecknande.
Han finns representerad i den danska Psalmebog for Kirke og Hjem och fortfarande i Den svenska psalmboken 1986 med en originaltext (nr 324) och en tonsättning (nr 178). I 1819 års psalmbok finns han representerad med melodin till nr 103 som också används till den ännu äldre psalmen I dödens bojor Kristus låg. 

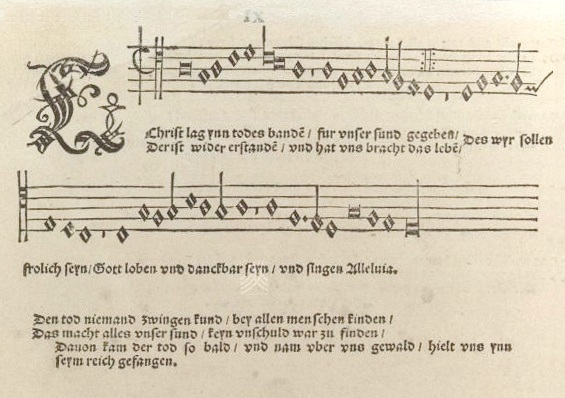
I dödens bojor Kristus låg i Walters Chorgesangbüchlein, 1524

Enligt 1921 års koralbok med 1819 års psalmer är melodin till psalmen nr 17 och 62 hämtad ur hans koralbok. Ur hans och Luthers koralbok Geystlische gesank Buchleyn hämtades också enligt 1921 års koralbok även melodin till "Vi på jorden leva här" (1819 nr 26).

## Psalmer
- Dig vare lov, o Jesus Krist (1695 nr 125, 1819 nr 62, 1986 nr 431) ur hans koralbok från 1524
- Med lust och glädje tänker (1986 nr 324) skriven 1552 Finns på Wikisource.
- Sitt öga Jesus öppnat har (1819 nr 103) och samma melodi som till:
  - I dödens bojor Kristus låg efter Christ lag in Todesbanden (1695 nr 163, 1986 nr 467) Finns på Wikisource.
- Som skimret över hav och sky (1986 nr 178) tonsatt 1541 Svensk text av Anders Frostenson ©
- Vi på jorden leva här (1819 nr 26) Finns på Wikisource.
- Vi tror på en allsmäktig Gud (1695 nr 4, 1819 nr 17, 1937 nr 26)